# 공동체 개발
공동체 개발(community development)은 유엔에 따르면 "공동체 구성원들이 집합 행동을 통해 공동의 문제를 해결하는 과정"으로 정의한다. 일반적으로 더 튼실하고 더 탄력성 있는 지역 공동체를 조성할 목적으로 다양한 면의 공동체 개선을 위해 시민 지도자, 활동가, 참여 시민, 전문가의 행동을 아우르는 광의적 개념이다.

## 역사
최초의 공동체 개발 접근들의 경우 1930년대 케냐와 영국령 동아프리카에서 개발되었다. 공동체 개발 실천자들은 수년에 걸쳐 지역 공동체들, 특히 혜택을 받지 못하는 사람들을 위한 다양한 접근법을 개발하였다.

## 같이 보기
- 어버니즘